# Tea Lanchava
Tea Lanchava ou Bosboom-Lanchava est une joueuse d'échecs néerlandaise née le 11 septembre 1974 à Koutaïssi en Géorgie. Médaille d'argent au championnat d'Europe de 2006  et championne des Pays-Bas en 2012, elle a obtenu le titre de maître international en 2004.
Au 1er août 2017, elle est la deuxième joueuse néerlandaise et la 175e joueuse mondiale avec un classement Elo de 2 314 points.

## Biographie
Tea Lanchava vit aux Pays-Bas depuis 1995 et est affiliée à la fédération néerlandaise depuis 1997.

## Championnats du monde féminins
Tea Lanchava a remporté le championnat du monde d'échecs de la jeunesse féminin dans les catégories moins de 14 ans en 1988 et moins de 16 ans en 1990.
Elle était qualifiée pour participer au championnat du monde d'échecs féminin de 2008, mais se retira de la compétition pour protester contre la deuxième guerre d'Ossétie du Sud.

## Compétitions par équipe
Tea Lanchava a représenté les Pays-Bas lors de neuf olympiades féminines d'échecs depuis 1998 (avec une interruption en 2008). Elle jouait au deuxième échiquier (derrière Peng Zhaoqin) de 2002 à 2012,.
Elle participe au championnat d'Europe d'échecs des nations féminin depuis 1999 avec une absence en 2009.